# Kurt Langenheim
Kurt Maximilian Hermann Langenheim (* 21. Januar 1903 in Redingsdorf; † 18. September 1990 in Wendelstein) war ein deutscher Prähistoriker.

## Leben
Er war der Sohn eines Landwirts im heutigen Schleswig-Holstein. Allerdings besuchte er später – weit von seiner Heimat entfernt – die Volksschulen in Brüel sowie in Berlinchen (in der östlich der Oder gelegenen Teilprovinz Brandenburg). Danach ging er zurück nach Holstein, wo er von 1913 bis 1923 Gymnasiast in Eutin war. Anschließend soll er eine landwirtschaftliche Lehre absolviert haben.

## Studienzeit
Langenheim studierte Ur- und Frühgeschichte an den Universitäten Kiel, München, Berlin und zum Schluss wieder in Kiel. Im Dezember 1931 reichte er an der Universität Kiel seine Dissertation ein, in der er ausführlich die Megalithkeramik Schleswig-Holsteins behandelt und für die der Archäologe Herbert Jankuhn Korrektur gelesen hatte. Im Februar 1932 bestand Langenheim seine Doktorprüfung bei Gustav Schwantes. Im Jahr 1934 wurde seine Arbeit gedruckt. Besonderer Schwerpunkt darin waren seine Grabungen auf der Stellerburg in Dithmarschen. 1932 wurde er Volontär am Museum der Stadt Kiel. Im selben Jahr heiratete er Hertha Kirchhoff, mit der er später drei Kinder hatte.

## Danzig
1933 erhielt Langenheim als Stipendiat der Notgemeinschaft der deutschen Wissenschaft eine Stelle als Volontär am Staatlichen Museum für Naturkunde und Vorgeschichte in Danzig, die er bis 1934 innehatte. In der damals unter Verwaltung des Völkerbundes stehenden Freien Stadt Danzig engagierte er sich sofort und intensiv in der örtlichen, aber auch der westpreußischen archäologischen Vorgeschichte.

## Breslau
Aufgrund seiner inzwischen im ganzen Deutschen Reich bekannt gewordenen Publikationen (besonders über Danzig, Elbing, Geschichte der Wikinger) erhielt er schon 1934 das Angebot, künftig als Kustos im Landesamt für vorgeschichtliche Denkmalpflege in Breslau tätig zu werden. Nach dem Wechsel dorthin begann nun eine sehr aktive, fruchtbare und weitgefächerte Tätigkeit, die sich fast bis nach Oberschlesien hin erstreckte. Eine beachtliche Zahl von Publikationen, verbunden mit einer großen Zahl von Vorträgen, dokumentiert seine umfangreiche Ausgrabungstätigkeit. Kurt Langenheim wurde jetzt auch Mitglied in dem von Alfred Rosenberg 1929 gegründeten Kampfbund für deutsche Kultur. Zum 1. November 1928 war er schon der NSDAP beigetreten (Mitgliedsnummer 103.867), in der er 1938 Ortsgruppenschulungsleiter war.
Nach dem im Internet einsehbaren Vorgeschichtler-Dossier soll Langenheim „wissenschaftlich ausgezeichnet, charakterlich hervorragend“, allerdings auch „schärfster Gegner von Hans Reinerth“, dem Leiter des Reichsbundes für Deutsche Vorgeschichte (DGV), gewesen sein. Andererseits wurde Langenheim von Reinerth „als weltanschaulich unzuverlässig“ bezeichnet. …

## Wieder in Danzig
1938 wurde Langenheim noch in Breslau zum 1. Kustos befördert. Kurze Zeit später, am 15. August 1938, übernahm er die Stelle des Direktors des Staatlichen Museums für Natur und Vorgeschichte in Danzig und wurde somit Nachfolger von Wolfgang La Baume, der einem Ruf nach Königsberg in Ostpreußen gefolgt war. 1939 erhielt Langenheim zusätzlich vom Senat der Stadt Danzig eine Dozentur für das Fach Vorgeschichte an der Technischen Universität. Gleichzeitig wurde er Mitglied des Prüfungsausschusses für das Lehramt an höheren Schulen. Von La Baume hatte er die Schriftenreihe des Museums übernommen, die er jetzt unter dem neuen Namen Gothiskandza als Herausgeber und Schriftleiter führte. Diesen Titel hatte Langenheim „nach der Stätte gewählt, an der die von der Insel Scandza gekommenen Goten erstmals an Land gegangen sind.“
Seine Museums- und Ausgrabungstätigkeiten wurden jedoch nach Ausbruch des Zweiten Weltkriegs unterbrochen, weil er im besetzten Polen mit unterschiedlichen Aufgaben betraut wurde. Hinzu kam, dass er als Leutnant der Reserve auch eine militärische Ausbildung besaß. An der Reichsuniversität Posen musste er zusätzlich die vakant gewordene Ordinarienstelle für die deutschsprachigen Vorlesungen übernehmen (der Lehrstuhlinhaber Ernst Petersen war zum Wehrdienst einberufen worden). 1943 wurde Langenheim ebenfalls eingezogen. Näheres dazu ist nicht bekannt. In einer von Karl Hermann Jacob-Friesen für Dezember 1945 erstellten Liste deutscher Prähistoriker wird „Dr. habil. Kurt Langenheim“ kommentarlos mit dem Vermerk „gefangen in USA“ aufgeführt.

## Ratzeburg
Langenheims Familie war inzwischen aus Danzig geflohen bzw. von dort vertrieben worden. Sie kehrte nach Holstein zurück, da dorthin noch familiäre Verbindungen bestanden. Auch Kurt Langenheim war inzwischen aus der Kriegsgefangenschaft entlassen worden, in einer 2. Liste deutscher Archäologen von Herbert Jankuhn (für Januar 1947) wird seine Anschrift mit „Lütjenburg in Ostholstein“ angegeben. Auch 1949 wohnte er noch dort. Im Lauenburgischen Familienkalender für 1951 wird er dann erstmals als Mitarbeiter der Kreisverwaltung des schleswig-holsteinischen Kreises Herzogtum Lauenburg genannt. Er war Leiter des „Amtes für kulturelle Angelegenheiten einschließlich Heimatmuseum und Kreisarchiv“ in der Kreisstadt Ratzeburg. Nach heutiger Terminologie war er „Kulturreferent“. Eine von Herbert Jankuhn genannte, bereits früher erreichte [offizielle] Habilitation Kurt Langenheims ist allerdings nicht durch Dokumente zu belegen.
In Ratzeburg ist eine umfangreiche Tätigkeit nachgewiesen, zumal nach Kriegsende und der Zuwanderung Hunderttausender Heimatvertriebener – vorwiegend aus Ost- und Westpreußen, Danzig und auch Pommern – der Aufbau neuer Strukturen, von Schulen und weiteren staatlichen Einrichtungen erforderlich war. Neben seinen Aufgaben als Kreisarchivar und Museumsleiter übernahm Langenheim 1952 die Aufgabe des 2. Schriftführers der Zeitschrift Lauenburgische Heimat des Heimat- und Geschichtsvereins Herzogtum Lauenburg e. V. Kurze Zeit später wurde er zum 1. Schriftführer gewählt und 1954 zum 2. Geschäftsführer des Vereins. Während seiner Zeit im Kreis Herzogtum Lauenburg sind von ihm allein für dieses Gebiet und Schleswig-Holstein mehr als 225 eigene Publikationen dokumentiert, dazu viele Vorträge, Exkursionen sowie wieder einige archäologische Grabungen. Mit einer ausführlichen Würdigung wurde er nach 20-jähriger Tätigkeit für den Verein am 7. April 1973 zum Ehrenmitglied ernannt.
Am 18. September 1990 starb Langenheim in Wendelstein bei Nürnberg.

## Veröffentlichungen
Auswahl aus über 300 eigenen Publikationen
- Urholstein (zur Stellerburg). In: Dithmarschen 9. Nov./Dez. 1933, S. 60–65, mit 2 Taf.
- Spuren der Wikinger um Truso. In: Elbinger Jahrbuch. Elbing 1933, S. 262–284. mit 19 Abb.
- mit Wolfgang La Baume: Die Steinzeit im Gebiet der unteren Weichsel. in: Blätter für deutsche Vorgeschichte. Danzig, Heft 9/10, Verlag Curt Kabitzsch, Leipzig 1933, S. 1–53, mit 1 Tab., 4 Karten und 25 Tafeln.
- Germanische Siedlungsfunde in Niederschlesien. In: Altschlesische Blätter 9, Breslau 1934, S. 96–97.
- Die Megalithkeramik in Schleswig-Holstein. 144 S., Ill., graph. Darst; Dissertation Kiel 1934.
- Die Tonware der Riesensteingräber in Schleswig-Holstein (Forschungen zur Vor- und Frühgeschichte aus dem Museum vorgeschichtlicher Altertümer in Kiel Bd. 2). Wachholtz, Schleswig 1935 (Druckfassung der Dissertation).
- Die Bedeutung der Wikinger für Schlesiens Frühgeschichte. In: Altschlesien 6, 1936, S. 273–316.
- (Hrsg.): Gothiskandza – Blätter für Danziger Vorgeschichte. Heft 1, 1939 mit Vorwort des Herausgebers Dr. Kurt Langenheim, Verlag Curt Kabitzsch, Leipzig 1939.
- Das Gaumuseum für Vorgeschichte (in Danzig). In: Gothiskandza 4, Leipzig 1942, Vorsatzblatt o. P.
- Das Kreishaus, in: Lauenburgischer Familienkalender, 6. (127.) Jahrgang 1955, S. 55–58 (Online als PDF).
- Bericht über die Tagung ost[!]- und westdeutscher Vor- und Frühgeschichtler in Mölln – Kreis Herzogtum Lauenburg – Waldhalle am Schmalsee. vom 12. bis 16. März 1956. In: Lauenburgische Heimat. N. F., Heft 12, Oktober 1956, Ratzeburg 1956, S. 1–4.
- mit Wilhelm Prillwitz (Hrsg.): Ratzeburg – 900 Jahre, 1062–1962. Ein Festbuch… Ratzeburg 1962.